# Chris Chittell
Christopher John "Chris" Chittell (n. 19 de mayo de 1948 en Aldershot) es un actor inglés, más conocido por interpretar a Eric Pollard en la serie Emmerdale Farm.

## Biografía
Su padre sirvió en el ejército de la India.
En 1979 se casó con Caroline Hunt, con quien tuvo dos hijos: Ben y Rebecca Chittell; sin embargo, después de 26 años de matrimonio, la pareja se divorció. Desde 2008 ha salido con la actriz británica Lesley Dunlop.

## Carrera
Antes de convertirse en actor Chris trabajó como modelo.
En 1968 se unió al elenco de la serie Freewheelers, donde interpretó a Nick Carter hasta 1969.
En 1974 interpretó a Chris en la serie The Tomorrow People hasta 1975.
El 30 de septiembre de 1986, se unió al elenco principal de la exitosa serie británica Emmerdale Farm, donde interpreta a Eric Pollard, hasta ahora.

## Filmografía
Series de televisión
| Año             | Título                 | Personaje    | Notas                                  |
| --------------- | ---------------------- | ------------ | -------------------------------------- |
| 1986 - presente | Emmerdale Farm         | Eric Pollard | 763 episodios                          |
| 1984            | Tucker's Luck          | Junior       | 3 episodios                            |
| 1980            | Les visiteurs          | -            | miniserie                              |
| 1974 - 1975     | The Tomorrow People    | Chris        | 13 episodios                           |
| 1975            | The Venturers          | Eddie        | episodio "Money Isn't Everything"      |
| 1974            | Man About the House    | Alan         | episodio "Somebody Out There Likes Me" |
| 1973            | Harriet's Back in Town | Eddie        | 4 episodios                            |
| 1971            | Paul Temple            | Dermot Nolan | episodio "Ricochet"                    |
| 1970            | ITV Playhouse          | Rodney       | episodio "Rose and Fern"               |
| 1970            | Doomwatch              | Dick Burns   | episodio "Sex and Violence"            |
| 1968 - 1969     | Freewheelers           | Nick Carter  | 26 episodios                           |
| 1968            | The Avengers           | Bassin       | episodio "Invasion of the Earthmen"    |
| 1968            | Look and Read          | Micky        | 8 episodios                            |
| 1967            | Theatre 625            | Horne        | episodio "A Night Out"                 |
| 1965            | Knock on Any Door      | Len          | episodio "The Machine Minder"          |

Películas
| Año  | Título                                           | Personaje         | Notas                                                                                  |
| ---- | ------------------------------------------------ | ----------------- | -------------------------------------------------------------------------------------- |
| 2010 | All the Way Up                                   | Gerente del Hotel | corto - junto a Edward Ackroyd, Lucy Chalkley & Adrian Dunbar                          |
| 1979 | Game for Vultures                                | McAllister        | junto a Richard Harris, Joan Collins, Ray Milland, Denholm Elliott & Sven-Bertil Taube |
| 1979 | Zulu Dawn                                        | Teniente Milne    | junto a Burt Lancaster, Simon Ward, Denholm Elliott, Peter Vaughan & James Faulkner    |
| 1977 | Golden Rendezvous                                | Rogers            | junto a Richard Harris, Ann Turkel, Gordon Jackson, John Vernon & David Janssen        |
| 1977 | Ta mej i dalen                                   | Richard           | junto a Jacqueline Laurent, Eric Edwards, Knud Jörgensen & Darby Lloyd Rains           |
| 1977 | Molly                                            | Peter             | junto a Marie Forså, Eva Axen, Peter Loury & Darby Lloyd Rains                         |
| 1976 | Erotic Inferno                                   | Martin Barnard    | junto a Michael Watkins, Jennifer Westbrook & Karl Lanchbury                           |
| 1975 | The Intruders                                    | Richard           | junto a Börje Nyberg, Jacqueline Laurent, Stellan Skarsgård & Gilda Arancio            |
| 1971 | Gli fumavano le Colt... lo chiamavano Camposanto | John McIntire     | junto a Gianni Garko, William Berger & John Fordyce                                    |
| 1971 | The Last Valley                                  | Svenson           | junto a Michael Caine, Omar Sharif, Florinda Bolkan & Nigel Davenport                  |
| 1971 | The Raging Moon                                  | Terry             | junto a Malcolm McDowell, Nanette Newman, Georgia Brown & Bernard Lee                  |
| 1970 | Concerto per pistola solista                     | Georgie Kemple    | junto a Anna Moffo, Ida Galli, Gastone Moschin & Peter Baldwin                         |
| 1970 | The Beast in the Cellar                          | Baker             | junto a Flora Robson, John Hamill, Tessa Wyatt, T. P. McKenna & Vernon Dobtcheff       |
| 1968 | The Charge of the Light Brigade                  | Soldado           | junto a Trevor Howard, Vanessa Redgrave, John Gielgud & Harry Andrews                  |
| 1967 | To Sir, with love                                | Potter            | junto a Sidney Poitier, Christian Roberts, Judy Geeson & Patricia Routledge            |

Apariciones
| Año  | Programa                 | Notas                                               |
| ---- | ------------------------ | --------------------------------------------------- |
| 2010 | All Star Family Fortunes | concursante - episodio "This Morning vs. Emmerdale" |

Teatro
| Año | Obra    | Teatro          | Notas                 |
| --- | ------- | --------------- | --------------------- |
| -   | Macbeth | Old Vic Theatre | junto a Peter O'Toole |